# Basketball in Deutschland
Basketball wird in Deutschland vom Deutschen Basketball Bund (DBB) in Hagen organisiert.

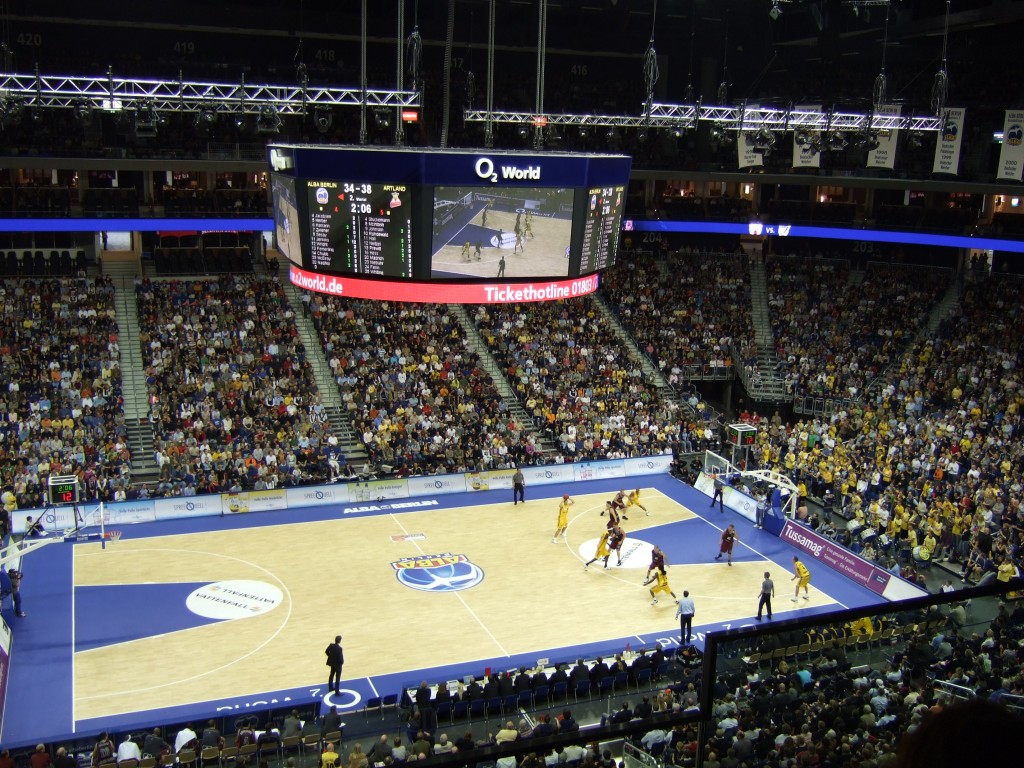
Heimspiel von Alba Berlin gegen die Artland Dragons in der O2 World im Jahr 2008

## Geschichte

### Anfänge bis 1944
Bereits fünf Jahre nach der Erfindung des Basketballsports 1891 durch James Naismith in den USA wurde der Sport erstmals in Deutschland ausgeübt. Der Turninspektor August Hermann wurde durch seinen nach Amerika ausgewanderten Sohn über den neuen Sport informiert und ließ 1896 in Braunschweig auf Körbe werfen. Gemäß der wörtlichen Übersetzung wurde die Sportart, deren Regelwerk sich in den folgenden Jahrzehnten mehr am Handball- als am Basketballspiel orientierte, Korbball benannt. Anfang der 1930er Jahre wurde Korbball jedoch kaum mehr gespielt und sollte erst Mitte des Jahrzehnts in Konkurrenz zum Basketball wieder aufleben.
Basketball wird in Deutschland regelmäßig seit 1932 gespielt, als Hugo Murero nach einem Besuch in der italienischen Militärsportschule das Spiel in der Heeressportschule Wünsdorf einführte. Bei der Weiterentwicklung unterstützten ihn amerikanische Gaststudenten in Berlin. Gleichzeitig kam der sogenannte Vater des deutschen Basketballs Hermann Niebuhr 1930 am amerikanischen Robert-College in Istanbul mit dieser Sportart in Kontakt. Niebuhr war Lehrer an der dortigen Deutschen Schule. Nach seiner Rückkehr 1933 initiierte er in Bad Kreuznach und bei Lehrgängen im westdeutschen Raum Basketball und verfasste erste Lehrhefte. Zur gleichen Zeit wurde Basketball auch von einigen ausländischen Studenten an deutschen Universitäten wie Berlin, Breslau, aber auch in Gera und Augsburg eingeführt. Die erste offizielle Basketballabteilung eines deutschen Vereines wurde 1935 beim TV 1848 Bad Kreuznach gegründet. Umgeschulte Handballer nahmen 1935 an den Akademischen Weltspielen in Budapest teil, das erste internationale Auftreten deutscher Basketballer. Im Vorfeld des Basketballturniers bei den Olympischen Spielen 1936 in Berlin wurde vor allem aus Soldaten eine Nationalmannschaft aufgestellt, die allerdings erst in letzter Minute gemeldet wurde. Die deutsche Olympiamannschaft verlor alle drei Spiele. Willi Daume, der zur Kernmannschaft gehörte, aber nicht eingesetzt wurde, hat die ungenügende Vorbereitung scharf kritisiert. Nach 1936 wurde Basketball stärker gefördert und von den Reichsbundsportlehrern Murero und Theo Clausen in ganz Deutschland verbreitet.
Die erste offizielle Deutsche Meisterschaft wurde am 29. und 30. April 1939 auf einem Turnier der vier besten von 19 Gaumeistern in Hamburg ausgetragen. Meister wurde der Luftwaffen-Sportverein Spandau mit einem 47:16 über den TV 1848 Bad Kreuznach. Nach Angaben des NS Reichsbundes für Leibesübungen (NSRL) waren 1939 rund 5.000 Basketballer, darunter über 500 Frauen, in 206 Vereinen aktiv. Bis 1942 konnte die Nationalmannschaft von 19 Länderspielen insgesamt vier Begegnungen gewinnen. Infolge des Zweiten Weltkrieges kam bis 1944 der Spielbetrieb in Deutschland nach und nach ganz zum Erliegen.

### Neubeginn im Nachkriegsdeutschland

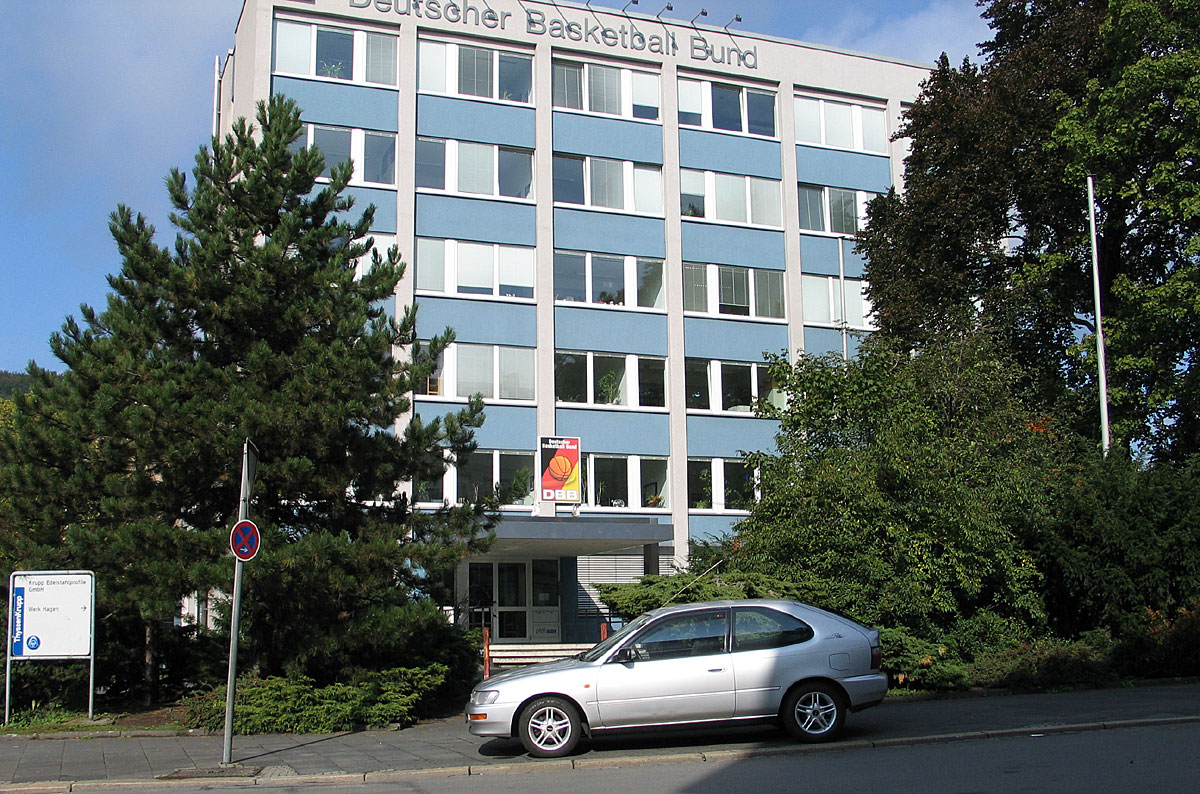
DBB-Zentrale in Hagen (NRW)

Nach dem Zweiten Weltkrieg gestaltete sich der Neubeginn des organisierten Basketballs in Deutschland schwierig. Gleichwohl wurde das Spiel neben deutschen Spielern, die vor dem Krieg Basketball kennengelernt hatten, vor allem durch die amerikanische Militärverwaltung unterstützt. Aber auch britische und französische Soldaten sowie frühere Zwangsarbeiter aus den baltischen Staaten (DPs) verhalfen zu größerer Popularität. In den westlichen Besatzungszonen gründeten sich ab 1947 die Landesverbände und verschiedene Vorläuferorganisationen des DBB. Bereits im November 1947 fand in Darmstadt die erste Nachkriegsmeisterschaft statt. Für die Damen war dies mit dem Titelträger TS Turnerschaft Jahn 1883 München die erste Meisterschaft. Am nächsten Meisterschaftsturnier 1948 nahm mit Berlin-Eichkamp auch eine Mannschaft aus dem Britischen Sektor West-Berlins teil. Nach der Gründung der Bundesrepublik im Mai 1949 wurde am 1. Oktober in Düsseldorf der (westdeutsche) Deutsche Basketball Bund als erste eigenständige Organisation gegründet.
Bei der Basketball-Europameisterschaft 1951 in Paris bestritt die Nationalmannschaft der Bundesrepublik die ersten Nachkriegs-Länderspiele. Die Mannschaft wurde am Ende 12. von 17 teilnehmenden Nationen. 1952 gab es das erste Länderspiel der Damen. 1953 wurde im Vereinssport der so genannte Ost-West-Spielbetrieb wieder aufgenommen, der zuvor eingestellt worden war. Dabei fanden jedoch nur wenige Spiele statt. 1953 trat bei der Herren-Europameisterschaft in Moskau einmalig ein gesamtdeutsches Team an, das aus acht westdeutschen und vier ostdeutschen Sportlern bestand. Von 1953 (Herren) und 1954 (Damen) bis 1990 ermittelte die DDR eigene Meister in der Oberliga. Ab 1952 bestand der (ostdeutsche) Deutsche Basketball-Verband (DBV) als Nachfolger der Sektion Basketball. Bis zum Leistungssportbeschluss 1969 war die Basketballnationalmannschaft der DDR das bessere deutsche Team bei Turnieren und konnte alle deutsch-deutschen Länderspiele gegen die westdeutsche Basketballnationalmannschaft bis 1973 für sich entscheiden. 1990 löste sich der DBV auf, als fünf neue ostdeutsche Landesverbände dem DBB beitraten.
In der Bundesrepublik Deutschland qualifizierten sich bis 1966 die bestplatzierten Mannschaften der Oberligen für die Endrunde der deutschen Meisterschaft. In der Spielzeit 1966/67 wurde die damals noch zweigeteilte Basketball-Bundesliga eingeführt.
1975 ging als Jahr der Reformen in die deutsche Basketballgeschichte ein: Außer dem Start der eingleisigen Bundesliga und der neuen zweiteiligen 2. Bundesliga der Herren wurde auch das Unentschieden im deutschen Basketball abgeschafft. Gemäß den Regeln der FIBA wird seitdem in Ligaspielen ein Sieger nach Verlängerung(en) ermittelt. Bei den Damen startete die Bundesliga 1971 in zwei Gruppen; 1982 wurde auch sie eingleisig mit einer zweigleisigen 2. Bundesliga (Nord und Süd) als Unterbau.

### Deutscher Basketball im internationalen Kontext
1956 verlegte der Basketball-Weltverband Fédération Internationale de Basketball (FIBA) seinen Sitz von Bern nach München, von wo er im Jahr 2002 nach Genf zog. Der europäische Kontinentalverband FIBA Europa hat weiterhin seinen Sitz in München.
Die erste Regelung für ausländische Spieler wurde 1963 eingeführt. Die Mannschaften konnten je Spiel einen und je Saison zwei Ausländer einsetzen. Diese Regel galt 25 Jahre bis 1988. Danach waren in den ersten Bundesligen der Damen und Herren je Spiel zwei und pro Spieljahr drei Ausländer spielberechtigt. Ab 1996 wurden infolge des Bosman-Urteils Deutsche und Spieler mit EU-Staatsangehörigkeit gleichbehandelt. Die Einschränkung auf zwei/drei Ausländer galt nur noch für Spieler von außerhalb der Europäischen Union.
Der erste deutsche Basketballspieler, der einen Vertrag im Ausland erhielt, war Klaus Schulz, der bereits Ende der 1960er Jahre bei Estudiantes Madrid auflief. Schulz spielte außerdem für den FC Bayern München und die deutsche Basketballnationalmannschaft. Norbert Thimm, der ab 1972 bei Real Madrid unter Vertrag stand, war erst der zweite deutsche Legionär. 1971 war der Deutsche Basketball Bund erstmals Gastgeber einer Europameisterschafts-Endrunde im Vorfeld der Olympischen Spiele 1972 in München. Im Reformjahr 1975 wurde auch die Europäische Profi-Basketball-Liga (EPBL) beschlossen. Mit der Bundesrepublik Deutschland, Belgien, der Schweiz, Spanien und Israel stellten fünf Staaten je ein Team mit US-amerikanischen Profibasketballern. Für Deutschland nahmen die Munich Eagles teil. Dieser Versuch scheiterte. In den Wettbewerben des Europapokals und bei internationalen Meisterschaften kamen die deutschen Teilnehmer über Achtungserfolge nicht hinaus.
1983 waren es die Spielerinnen des DJK Agon 08 Düsseldorf, die den ersten zählbaren Erfolg für eine deutsche Basketballvereinsmannschaft erzielten, als sie den zweiten Platz beim Europapokal der Landesmeister belegten. Im Halbfinale hatte man überraschend TTT Rīga ausgeschaltet, die wegen ihrer 2,13 m großen Spielerin Uļjana Semjonova lange als unbesiegbar galten. Nachdem man zweimal als Gastgeber qualifiziert war, gelang für die Olympischen Spiele 1984 nach dem Boykott sozialistischer Nationen erstmals eine sportliche Qualifikation der Herren-Nationalmannschaft. Im Jahr darauf wurden mit Uwe Blab und dem späteren NBA All-Star Detlef Schrempf erstmals zwei Deutsche für die NBA gedraftet. Beide spielten dort zuerst für die Dallas Mavericks. 1987 folgte ihnen Christian Welp nach. 1992 gelang eine weitere Olympiaqualifikation, wobei man hier auch Vorrundengegner des legendären Dream Team war, in dem zum ersten Mal aktive NBA-Profis bei einem Nationalmannschaftsturnier teilnahmen. Nachdem man bereits 1985 eine weitere EM-Endrunde der Herren ausgerichtet hatte, war man 1993 erneut Gastgeber dieser Veranstaltung, die sich durch den Zerfall der zuvor dominierenden europäischen Basketball-Nationen Sowjetunion und Jugoslawien als sportlich völlig offen erwies. Überraschend konnte sich die Herren-Nationalmannschaft bis ins Finale von München am Sitz der FIBA vorkämpfen, wo man in der Olympiahalle München die russische Basketballnationalmannschaft mit einem Punkt besiegte und den ersten bedeutenden Titelgewinn feierte.
Den ersten internationalen Vereinstitel gewann Alba Berlin 1995 mit dem Korać-Cup. Im Jahr darauf machte es ihnen der BTV 1848 Wuppertal bei den Damen nach und gewann den Europapokal der Landesmeister. Deren Centerspielerin Marlies Askamp war 1996 auch beim Start der WNBA dabei, als bei den Damen ein Pendant zu der am höchsten dotierten Profiliga NBA der Herren geschaffen wurde. 1998 wurde mit Dirk Nowitzki der bisher erfolgreichste deutsche Spieler für die NBA gedraftet. Mit der Herren-Nationalmannschaft gewann Nowitzki weitere Medaillen bei Titelkämpfen, so gewann man erstmals eine Medaille bei Basketball-Weltmeisterschaften in Indianapolis 2002, wo man als Dritter und Bronzemedaillengewinner selbst den Gastgeber USA hinter sich ließ. Bei EM-Endrunde 2005 erreichte man das Finale, in dem man
Griechenland unterlag und errang eine Silbermedaille. Für die Dallas Mavericks stieg Nowitzki zum „Franchise Player“ auf und erreichte 2006 die Finalspiele der NBA, nachdem dies zuvor auch Detlef Schrempf 1996 mit den Seattle SuperSonics gelungen war. Wie auch Schrempf, der gegen die Chicago Bulls um Michael Jordan die Finalserie verlor, musste auch Nowitzki mit den Mavericks nach gutem Beginn in der Serie sich gegen die Miami Heat geschlagen geben. 2007 wurde Nowitzki als erster europäischer Spieler der NBA Most Valuable Player Award der Regular Season verliehen. Im Jahr 2011 gelang Nowitzki mit den Dallas Mavericks schließlich die Finalrevanche für 2006, als man die hochfavorisierten, mit drei All-Stars gespickte Mannschaft der Miami Heat in der Finalserie schlug. Der erste Meistertitel der Mavericks bedeutete auch den ersten NBA-Meisterring für einen Deutschen, wobei Nowitzki auch den NBA Finals MVP Award erhielt.
Deutsche Vereinsmannschaften gewannen kleine europäische Pokalwettbewerbe, so gewann der Mitteldeutsche Basketball Club die FIBA EuroCup Challenge 2004 und die BG 74 Göttingen 2010 die FIBA EuroChallenge. Die bedeutenderen europäischen Vereinswettbewerbe fanden spätestens seit 2001 unter der Organisation der ULEB statt. In den Saisons 2009/10 und 2018/19 gelang Alba Berlin hier der Finaleinzug im zweiten Wettbewerb ULEB Eurocup, als man jeweils im Finale Valencia Basket Club unterlegen war.

## Nationale Wettbewerbe

### BBL, Meisterschaft der Herren
Die Basketball Bundesliga wurde in der Spielzeit 1966/1967 eingeführt. In der Nord- und der Südstaffel spielten je zehn Mannschaften. Durch die Konzentration auf die spielstärksten Mannschaften sollte das Niveau des deutschen Basketballs angehoben werden. Dem gegenüber standen höhere Reisekosten. Aus diesem Grund verzichtete mit Alemannia Aachen eine qualifizierte Mannschaft auf ihr Teilnahmerecht. Die Gründungsmitglieder waren:
| Gruppe Nord          |
| -------------------- |
| ASC Gelsenkirchen    |
| SSV Hagen            |
| VfL Osnabrück        |
| Oldenburger TB       |
| ATV Düsseldorf       |
| MTV Wolfenbüttel     |
| SSV Hellas Göttingen |
| TSV Hagen 1860       |
| Post SV Hannover     |
| Tusa Düsseldorf      |

| Gruppe Süd                                |
| ----------------------------------------- |
| MTV 1846 Gießen                           |
| GW Frankfurt                              |
| USC Heidelberg                            |
| FC Bayern München                         |
| TSV Schwaben Augsburg                     |
| TSV 1860 München                          |
| TV 46 HeidelbergArtikelzuordnung fraglich |
| BC Darmstadt                              |
| MTSV Schwabing München                    |
| SV Möhringen-Stuttgart                    |

Zur Saison 1971/1972 wurde das Teilnehmerfeld auf jeweils 8 Mannschaften reduziert. Ab der Spielzeit 1975/1976 war die Bundesliga erstmals eingleisig. Die zuvor notwendigen Endrunden- und Finalduelle zur Ermittlung des deutschen Meisters waren nicht mehr notwendig. Nach 18 regulären Spieltagen hatten die zehn teilnehmenden Mannschaften den Meister ausgespielt. Schon im Vorfeld wurde kritisiert, dass durch diese Regelung die Saisonspiele mit der größten Spannung und den intensivsten Emotionen ersatzlos gestrichen wurden. Bereits im Folgejahr 1976 wurde der Modus korrigiert. Die Bundesliga blieb weiterhin eingleisig, doch im Anschluss an die reguläre Saison wurde eine Endrunde ausgespielt, für die sich die besten sechs Mannschaften qualifizierten. Es gab jedoch noch keine Play-off-Begegnungen im heutigen Sinne. Stattdessen wurden die Punkte der Hauptrunde mitgenommen und es spielte erneut jede Mannschaft mit Hin- und Rückspiel gegen jede andere. Seit 1983/1984 gibt es Play-offs, für die vier Teilnehmer in einer Qualifikationsrunde ausgespielt wurden. 1985 wurde die Liga auf 12 Mannschaften erweitert, von denen sich die besten acht für die Play-offs qualifizierten.
Dieser Modus hatte bis 1990/1991 bestand, als erneut eine Nord- und eine Südgruppe in der Bundesliga eingeführt wurden, um dem Mannschaften mehr Heimspiele und damit Zuschauereinnahmen zu garantieren. Die Liga blieb eingleisig. In 22 Saisonspielen spielte jedes Team zwei Mal gegen jedes andere. Zusätzlich gab es ein weiteres Hin- und Rückspielpaar gegen die regionalen Gegner der Gruppe. In der regulären Saison gab es so je Team 32 Spiele. Die jeweils ersten vier Teams der Gruppen spielten den Meister unter sich aus, die anderen mussten an einer Abstiegsrunde zur zweiten Bundesliga teilnehmen.
1994 wurde die Bundesliga selbständig; die Bundesligisten organisieren den Spielbetrieb und die Vermarktung der Liga eigenständig. Es wurde ein Namenssponsor gefunden. Die Bundesliga firmierte unter dem Namen Veltins Basketball Bundesliga. Im Folgejahr 1995 wurde die Nord/Süd-Regionalisierung aufgehoben und die Liga auf 14 Mannschaften erweitert. 1999 wurde die Trennung von BBL und DBB für 10 Jahre vertraglich geregelt. Der DBB trat seine Vermarktungs- und Veranstaltungsrechte an die BBL ab. Es wurde eine jährliche Amateurausgleichsabgabe in Höhe von 600.000,– DM fällig. Der Name der Liga wird 2001 auf s.Oliver Basketball-Bundesliga geändert, bevor sie ab 2003 wieder ihre ursprüngliche Bezeichnung Basketball Bundesliga erhält. Im gleichen Jahr wurde die Liga auf 16 Teams aufgestockt, 2006 dann auf 18 Mannschaften. Seit Beginn der Saison 2009/2010 lautet der Name der Liga Beko Basketball-Bundesliga, seit der Saison 2016/17 heißt sie easyCredit BBL.

### DBBL, Meisterschaft der Damen
Bei den Frauen begann die Zeit der Bundesliga mit der Spielzeit 1971/1972. Die Liga war in Nord und Süd zweigeteilt und hatte jeweils acht Mannschaften. Die Zahl der Teams wurde 1981 auf je zehn erhöht. 1982 wurde die Liga eingleisig mit zehn Teilnehmern. Gleichzeitig wurden die zweiten Ligen Nord und Süd mit je acht Teams eingeführt. Die zweiten Ligen wurden 1987 auf je zehn Mannschaften je Gruppe aufgestockt, die erste Bundesliga 1991 auf zwölf Mannschaften.

### 2. Bundesliga
Die zweite Bundesliga im Basketball wurde in der Saison 1975/1976 eingeführt. Sie ist seitdem der Unterbau der Basketball-Bundesliga, die in der gleichen Spielzeit eingleisig wurde. 1975 spielten in den Gruppen Nord und Süd der zweiten Liga je zehn und ab 1987 zwölf Teams. Die Einteilung in Nord und Süd blieb bis zur Spielzeit 2006/2007 bestehen, die Gruppengröße wuchs bis auf jeweils 16 Teams an. Durch den Beschluss der BBL, durch die Einführung einer Relegation den Aufstieg in die 1. Liga massiv zu erschweren, wurde die Arbeitsgemeinschaft 2. Liga zu einer Strukturreform gezwungen. Die sportliche, wirtschaftliche und infrastrukturelle Distanz zwischen den Spielklassen sollte verringert werden, um den Absteigern ein wirtschaftliches Überleben zu ermöglichen bei gleichzeitiger Investitionssicherheit für die Infrastruktur. Die BBL sah dazu eine eingleisige zweite Liga als notwendige Voraussetzung an.
Um diese Forderung zu erfüllen, ist die zweite Bundesliga seit der Spielzeit 2007/2008 nicht mehr regional, sondern hierarchisch gegliedert. Die ProA steht über der ProB. Die ProB ist nominell weiterhin Bestandteil der zweiten Bundesliga, de facto jedoch drittklassig. Die Relegation wurde vor ihrer Einführung wieder abgeschafft. Gegen dieses Konstrukt legte der DBB Klage ein, unterlag jedoch vor Gericht.
Es wurde beschlossen, die neuen Standards schrittweise einzuführen. Die Qualifikation für die neue ProA Liga erfolgte nach
- sportlichen (Platzierungen der 3 letzten Spielzeiten)
- wirtschaftlichen (Mindestetat von 200.000 Euro – ab 2009/10: 400.000 Euro) und
- infrastrukturellen (Halle mit mindestens 1.000 Zuschauern – ab 2009/10: 1.800 Zuschauer)

Aspekten. Die nicht qualifizierten Teams wurden in die ProB eingestuft. Bis zur Saison 2009/2010 war die ProB mit 16 Teams eingleisig, zur Spielzeit 2010/2011 wurde sie erweitert und in eine Nord- und eine Südstaffel mit je 12 Mannschaften gegliedert. Die Aufsteiger in die ProA werden in gemeinsamen Play-offs im Modus best-of-three ermittelt.

## Titelträger

### Meister der Herren
Die erfolgreichsten Mannschaften sind:
- Rekordmeister TSV Bayer 04 Leverkusen (TuS 04 Leverkusen) mit 14 Meistertiteln -
1970, 1971, 1972, 1976, 1979, 1985, 1986, 1990, 1991, 1992, 1993, 1994, 1995, 1996
- Alba Berlin mit 11 Meistertiteln: 1997, 1998, 1999, 2000, 2001, 2002, 2003, 2008, 2020, 2021, 2022
- USC Heidelberg mit 9 Meistertiteln: 1957, 1958, 1959, 1960, 1961, 1962, 1966, 1973, 1977
- Brose Bamberg (GHP Bamberg) mit 9 Meistertiteln: 2005, 2007, 2010, 2011, 2012, 2013, 2015, 2016, 2017
- FC Bayern München mit 7 Meistertiteln: 1954, 1955, 2014, 2018, 2019, 2024, 2025
- MTV Gießen 1846 mit 5 Meistertiteln: 1965, 1967, 1968, 1975, 1978
- Turnerbund Heidelberg mit 4 Meistertiteln: 1948, 1951, 1952, 1953
- BSC Saturn 77 Köln mit 4 Meistertiteln: 1981, 1982, 1987, 1988
- ASC 46 Göttingen (SSC Göttingen) mit 3 Meistertiteln: 1980, 1983, 1984
- MTSC Schwabing München mit 2 Meistertiteln: 1947, 1949
- Alemannia Aachen mit 2 Meistertiteln: 1963, 1964

Je einmal deutscher Meister wurden LSV Spandau (1939), BC Stuttgart-Degerloch (1950), ATV 1877 Düsseldorf (1956), VfL Osnabrück (1969), SSV Hagen (1974), Steiner Bayreuth (1989), OPEL Skyliners (2004), RheinEnergie Köln (2006), EWE Baskets Oldenburg (2009), Ratiopharm Ulm (2023). Es ist jeweils der Teamname bei der letzten Meisterschaft angegeben. Ältere Namen, unter denen eine Meisterschaft errungen wurde, sind in Klammern angegeben.

### Pokalsieger der Herren
Der Pokal des DBB wird seit 1967 ausgespielt und wurde bisher (Stand: 2022) elfmal von Alba Berlin (1997, 1999, 2002, 2003, 2006, 2009, 2013, 2014, 2016, 2020, 2022) und zehnmal von TSV Bayer 04 Leverkusen gewonnen (1970, 1971, 1974, 1976, 1986, 1987, 1990, 1991, 1993, 1995). Erster Pokalsieger war der VfL Osnabrück, der 1967 in Oberhausen das Bundesligateam des ATV Düsseldorf besiegte.

### Meister der Damen
- Rekordmeister DJK Agon 08 Düsseldorf mit 12 Titeln: 1975, 1980 bis 1988, 1990, 1991
- BTV Gold-Zack Wuppertal (Barmer TV 1846, BTV Wuppertal) mit 11 Titeln: 1989, 1993 bis 2002
- TSV Wasserburg mit 8 Titeln: 2004 bis 2008, 2011, 2013, 2014, 2015
- Heidelberger TV 1846 mit 7 Titeln: 1955 bis 1960, 1963
- 1. SC Göttingen 05 mit 5 Titeln: 1968, 1970 bis 1972, 1974
- TS Jahn 1883 München mit 4 Titeln: 1947, 1948, 1950, 1951
- Düsseldorfer BG ART/TVG (ATV 1877 Düsseldorf) mit 4 Titeln: 1965, 1967, 1976, 1977
- TV Augsburg 1847 mit 2 Titeln: 1961, 1964
- TuS 04 Leverkusen mit 2 Titeln: 1978, 1979

Je einmal deutscher Meister wurden TSC Spandau 1880 (1949), Turnerbund Heidelberg (1952), Neuköllner SF Berlin (1953), TSG Heidelberg 1846 (1954), TV Groß-Gerau (1962), SV Schwaben Augsburg (1966), VfL Lichtenrade Berlin (1969), Heidelberger SC (1973), Lotus München (1992), BC Marburg (2003), Wolfenbüttel Wildcats (2011). Es ist jeweils der Teamname bei der letzten Meisterschaft angegeben. Ältere Namen unter, denen eine Meisterschaft errungen wurde, sind in Klammern angegeben.

## Internationale Wettbewerbe

### Nationalmannschaft
Die deutsche Nationalmannschaft im Basketball hatte ihre bisher größten Erfolge mit dem Gewinn der Basketball-Weltmeisterschaft 2023 und dem EM-Sieg 1993. Zu nennen sind außerdem der Gewinn der Bronzemedaille bei der WM 2002 und der Silbermedaille bei der EM 2005. Bei der Basketball-Europameisterschaft 2022 gewann das Team die Bronzemedaille.

### Vereinsmannschaften
- 1983 gab es den ersten internationalen Erfolg für eine deutsche Mannschaft. Der DJK Agon 08 Düsseldorf gewann im Halbfinale des Europapokals der Landesmeister gegen den 18-maligen Europapokal-Gewinner Daugawa Riga (damals UdSSR). Im Finale verlor Düsseldorf gegen AS Vicenza und belegte den zweiten Platz. 1985 wurde dieser Erfolg wiederholt.
- 1995 holte sich Alba Berlin den Korać-Cup. Im zweiten Finalspiel vor 9.000 Zuschauern in der Berliner Deutschlandhalle wurde der bis dahin größte Erfolg einer deutschen Vereinsmannschaft errungen.
- 1996 gewann der BTV Wuppertal den Europapokal der Landesmeister der Damen. 1997 erreichte das Team im gleichen Wettbewerb den zweiten Platz.
- 2004 gewann der Mitteldeutsche BC aus Weißenfels den damals vierthöchsten europäischen Wettbewerb, die FIBA EuroCup Challenge. Im Finale wurde SAOS JDA Dijon mit 84:68 besiegt.
- 2010 gewann die BG 74 Göttingen die EuroChallenge in eigener Halle durch ein 83:75 gegen Krasnye Krylja Samara. Zwei Wochen zuvor hatte mit Alba Berlin erstmals ein deutscher Verein das Finale eines ULEB-Wettbewerbes erreicht, das Endspiel im ULEB Eurocup aber gegen den Valencia Basket Club verloren.
- 2016 gewannen die Fraport Skyliners den FIBA Europe Cup in Chalon-sur-Saône
- 2019 verloren sowohl Alba Berlin im EuroCup als auch s.Oliver Würzburg im FIBA Europe Cup die Finalspiele

## Sportliche Großereignisse in Deutschland
- 1936 war Basketball bei den Olympischen Spielen in Berlin erstmals offizielle Sportart. James Naismith, der Erfinder der Sportart Basketball, war persönlich anwesend und führte im Eröffnungsspiel eigenhändig den Sprungball aus. Er übergab auch die Goldmedaille an den ersten Olympiasieger USA. Es wurde unter freiem Himmel gespielt. Austragungsort waren die Tennisplätze des Reichssportfeldes.
- 1951, am 22. August, wurde bei einem Show-Spiel der Harlem Globetrotters mit 75.000 Zuschauern im Berliner Olympia-Stadion ein neuer Zuschauerrekord im Basketball erzielt.
- 1972 fanden die Olympischen Spiele in München statt. Die Spiele wurden in der 6.635 Zuschauer fassenden Rudi-Sedlmayer-Halle ausgetragen. Gold gewann die sowjetische Nationalmannschaft vor den Vereinigten Staaten. Bronze ging an Kuba. Die Mannschaft der Bundesrepublik Deutschland belegte den 12. Platz. Es wurde wie schon 1936 kein Damenwettbewerb im Basketball ausgetragen.
- 1985 richtete der DBB erstmals die Basketball-Europameisterschaft aus. Dies war auch die erste internationale Meisterschaft, bei der die neue Drei-Punkte-Regelung für Distanzwürfe angewendet wurde. In der Vorrunde wurde in der Europahalle in Karlsruhe und in der Leverkusener Wilhelm-Dopatka-Halle gespielt. Die Finalrunde fand in der Stuttgarter Hanns-Martin-Schleyer-Halle statt. Es gewann die Sowjetunion vor der Tschechoslowakei und Italien. Das Team der Bundesrepublik Deutschland belegte den fünften Platz.
- 1989 und 1999 fanden in der Münchener Olympiahalle jeweils das Final-Four-Turnier im Europapokal der Landesmeister der Herren statt.
- 1993 gab es die zweite Basketball-Europameisterschaft der Herren in Deutschland. Die Spielorte der Vorrunde waren die Europahalle in Karlsruhe und die Deutschlandhalle in Berlin. Die Begegnungen ab dem Viertelfinale wurden in der Münchener Olympiahalle ausgetragen. Die deutsche Nationalmannschaft wurde im eigenen Land Europameister und setzte sich vor 10.800 Zuschauern im Finale gegen Russland durch. Bronze gewann Kroatien.
- 1998 fand die Basketball-Weltmeisterschaft der Damen in Deutschland statt. Austragungsorte der Spiele waren Münster, Wuppertal, Rotenburg an der Fulda, Karlsruhe, Dessau, Bremen und Berlin. Es gewann die USA vor Russland und Brasilien. Deutschland belegte als Gastgeber den 11. Platz.
- Am 7. April 2000 wurde vor 18.506 Zuschauern der damals gültige europäische Besucherrekord für Ligaspiele aufgestellt. Die Heimmannschaft Telekom Baskets Bonn verlor in der Kölnarena ihr Heimspiel gegen Alba Berlin mit 64:72.
- 2009 fand das Final Four der EuroLeague in der Berliner O2 World statt.
- 2022 wurden bei der Basketball-Europameisterschaft 2022 die Vorrundengruppe B in der Kölner Lanxess Arena und die Finalrunde im K.-o.-System ab dem Achtelfinale in der Berliner Mercedes-Benz Arena ausgetragen.